# شاتو سالينز
شاتو سالينز،
تنطق بالفرنسية: [شاتو سالين]
```
(
بالألمانية
: 
سالزبورغ
)‏
، 1941-44 
سالزبورغين)
 هي 
بلدة
 في مقاطعة 
موسيل
 في 
مؤسسة الكبرى
 في شمال شرق 
فرنسا
.
```